# Mirae caritatis
Mirae caritatis, en español, "De la admirable caridad", es la octogésima tercera encíclica del papa León XIII, publicada en la víspera del Corpus Christi de 1902, el 28 de mayo, en ella expone los maravillosos efectos de la devoción a la Sagrada Eucaristía en la vida moral y espiritual de los fieles.

## Promoción de la vida espiritual
En la actividad pastoral del León XIII estuvo especialmente presente su preocupación por la vida espiritual de los fieles, a este objetivo se dirigen sus encíclicas sobre el rezo del rosario, o la consagración de todo el género humano al Sagrado Corazón, Pero, en su pontificado estuvo también presente su preocupación por la recepción fructífera de los sacramentos; normalmente a través de sus homilías y alocuciones; pero este atención a la práctica sacramental tuvo también su reflejo en esta encíclica, en la que aconseja vivamente la comunión frecuente, una preocupación que estuvo especialmente presente en san Pío X; su sucesor en la sede de Pedro.

## Contenido
Mirae caritatis in hominum salutem exempla, quae a Iesu Christo praelucent, Nos quidem pro sanctitate officii inspicere et persequi adhuc studuimus, ad extremumque vitae spiritum, ipso opitulante, studebimus.
En cumplimiento de la santidad de Nuestro cargo hemos procurado y procuraremos, con el favor de Jesucristo, hasta el fin de Nuestra vida estudiar y seguir los singulares ejemplos de admirable caridad para la salvación de los hombres que brillan en la vida de Jesucristo.

Por esto el papa ha procurado al mismo tiempo prodigar sus enseñanzas para evitar el contagio de los errores presentes en este tiempo, como robustecer la vida cristiana.  Recuerda en este sentido el consuelo que le ha proporcionado el culto universal al Sagrado Corazón y cómo se ha respondido a su exhortación para la consagración al corazón del Señor. Ahota, en esta encíclica desea recomendar encarecidamente al pueblo cristiano la Sagrada Eucaristía, continuando así los privilegios con los que ha concedido a los institutos dedicados al culto perpetuo de la divina Hostia, o el impulso a los Congresos Eucarísticos, o haber designado como patrón de estas obras a San Pascual Baylón.
León XIII en la encíclica expone ordenadamente la doctrina de la Iglesia católica sobre la eucaristía, su presencia en ella; los beneficios que proporciona, siendo alimento del alma y prenda de la vida eterna. Pues,

por la Eucaristia el hombre, con el auxilio de la gracia es elevado al consorcio de la divinidad y unido a Cristo íntimamente. Esta es la diferencia que existe entre el alimento del cuerpo y el del alma, que así como aquél se convierte a nosotros, así éste nos convierte a nosotros en él; a este propósito San Agustín pone en boca de Cristo estas palabras: Tú no me transformarás en ti, como si fuese el alimento de tu cuerpo, sino que tú te transformarás en mí.

Con la eucaristía los hombres reciben aumento de todas las virtudes sobrenaturales, pues ella es continuación y extensión de la Encarnación del Verbo; supone una conmemoración de su Pasión y Resurrección, llenándonos de confianza en los auxilios divinos. Este poder de la eucaristía lleva al papa a hacer notar como la desunión y discordias entre los hombres se debe al enfriamiento de la caridad. Precisamente en la eucaristía está el remedio, pues ella fomenta la caridad, la unión fraterna y la igualdad social", a este propósito recuerda la encíclica las enseñanzas de San Cipriano y San Agustín, y las palabras de San Pablo: "Porque el pan es uno, somos muchos un solo cuerpo, pues participamos de ese único pan".
Tras referirse a la comunión de los santos, el papa destaca el papel que desempeña la ecuarística en la vida de la Iglesia,

Porque ora se medite sobre él, ora sea devotamente adorado, ora pura y santamente se reciba, siempre debe ser mirado como centro en que toda la vida cristiana se resume; los otros modos de piedad, cualesquiera que ellos sean, todos conducen a éste y en éste vienen a parar. Y aquella benigna invitación y aun más benigna promesa de Cristo: Venid a mí todos los que andáis agobiados, con trabajos y cargas, que yo os aliviaré se verifica principalmente con este misterio y se cumple en él todos los días. El es también como el alma de la Iglesia, y a El se endereza por los diversos grados de las órdenes la misma amplitud de la gracia sacerdotal.

Recomienda por tanto la comunión frecuente que no está reservada, como erróneamente se dice por algunos, solo para los que se alejan de las ocupaciones del mundo. La historia muestra cómo la vida cristiana se desarrolló con especial fuerza, cuando estuvo en uso la comunión frecuente, y languideció cuando se abandonó esta práctica. Así lo entendió el Concilio de Trento cuando decretó que 

Desea el sacrosanto Sínodo que en cada una de las misas comulguen los fíeles que asistan a ellas: no sólo espiritualmente sino recibiendo sacramentalmente la Eucaristía, porque así puedan recibir con más abundancia el fruto de este santísimo sacrificio.
Concilio de Trento, sesión XXII, c. 6

Concluye el papa esta encíclica pidiendo a los sacerdotes que promuevan la práctica de la comunión frecuente e inviten a todas las almas a las fuentes de la gracia que supone la recepción de la Eucaristía.